# ベイサイドベイビー
『ベイサイドベイビー』は、日本のロックバンド、Hysteric Blueの12枚目のシングル。

## 解説
- 前作から3ヶ月ぶりのリリースとなった。
- テレビ朝日系「サタッぱち 古舘の日本上陸」エンディングテーマ。
- ジャケットは外国人の男の子の人形のアップが使われている。
- 2004年3月にギターを担当するナオキが逮捕された事を受けて、出荷停止ならびに在庫回収された。2019年現在廃盤である。

## 収録曲
1. ベイサイドベイビー
作詞：Tama、作曲：たくや 編曲：佐久間正英&Hysteric Blue
2. Like or Love
3. ベイサイドベイビー(original karaoke)

## 収録アルバム
- MILESTONE (#1)
- Historic Blue (#1)